# پل سنفورد متوئن
پل سنفورد متوئن (انگلیسی: Paul Methuen; ۱ سپتامبر ۱۸۴۵ – ۳۰ اکتبر ۱۹۳۲) فرد نظامی اهل بریتانیا بود. وی همچنین برندهٔ جوایزی همچون نشان حمام و نشان سلطنتی ویکتوریایی شده‌است.